# Orde van Sint-Jozef

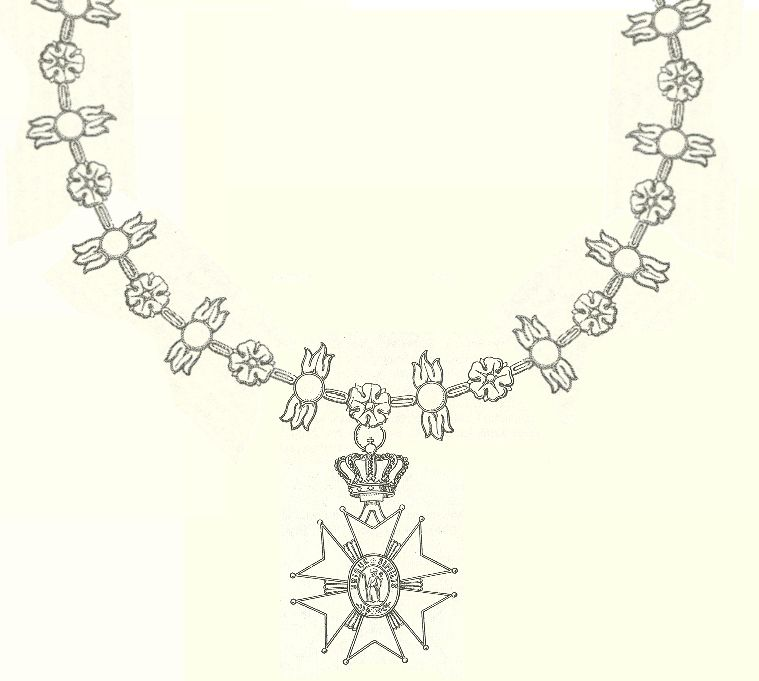
De keten van de orde.

De geschiedenis van de Orde van Sint-Josef (Italiaans: "Ordine del Merito sotto il titolo di S. Giuseppe"), zou teruggaan op een stichting in 1514 maar in ieder geval werd de ridderorde op 19 maart 1807 door Ferdinand III, Groothertog van Würzburg vernieuwd of ingesteld. De Groothertog was door Napoleon I gedwongen om zijn Groothertogdom Toscane te ruilen voor het kort daarvoor geseculariseerde Hertogdom Franken dat eeuwenlang door de Vorst-Bisschoppen van Würzburg was geregeerd. Napoleon voegde Toscane bij zijn Koninkrijk Etrurië.
In 1814 werden de Fransen uit Toscane verdreven en werd de Groothertogelijke troon hersteld.
De orde werd sinds dat jaar tot de ridderorden van Toscane gerekend.
Sinds 1817 bestond de orde uit drie graden en zij werd verleend voor verdienste. Het Grootkruis was gereserveerd voor leden van voorname, bedoeld is adellijke, geslachten, het commandeurskruis verleende erfelijke adeldom en het ridderkruis persoonlijke adeldom. Alle ridders moesten katholiek zijn.
De Groothertog en de erfgroothertog mochten hun kleinood en ster met edelstenen laten bezetten, anderen was dat niet toegestaan.

## De graden van de orde

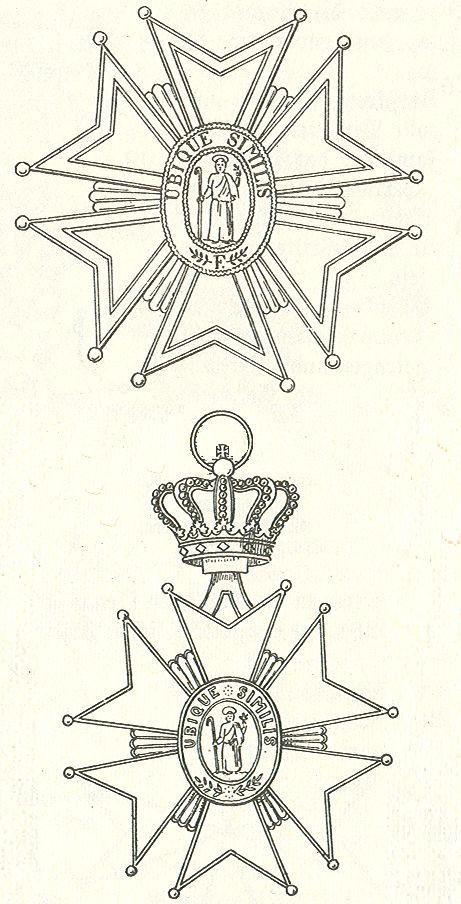
De Ster en het kleinood van de orde.

- De twintig Grootkruisen droegen hun kleinood aan een keten of een breed lint over de rechterschouder gedragen. Op de linkerborst droegen zij een zilveren ster.

- De dertig Commandeurs droegen het kleinood van de orde aan een lint om de hals.

- De zestig ridders, buitenlandse ridders niet meegerekend, droegen hun kleinood in het knoopsgat, dat wil zeggen aan een smal lint op de linkerborst.

## De versierselen van de orde
- Het kleinood was een wit geëmailleerd gouden kruis met zes armen en twaalf punten waarop gouden ballen waren aangebracht. In het midden was een gouden medaillon geplaatst met de afbeelding van de heilige Jozef met een pelgrimsstaf en op de rode ring daaromheen waren in goud de woorden "UBIQUE SIMILIS" geschreven. Op de keerzijde stond in het medaillon "S.J.F. 1807" en op de ring een (door Gritzner niet getekende) lauwerkrans. Tussen de armen waren korte rode stralen aangebracht en boven het kruis hing een beugelkroon als verhoging.
- De zilveren ster was in vorm gelijk aan het kleinood maar de kroon ontbrak.
- De keten bestond uit schakels in de vorm van gouden rozen en witte medaillons waaruit rode vlammen voortkwamen.
- Het lint was rood met twee brede witte strepen.

Het Groothertogdom Toscane werd op 22 maart 1860 door Sardinië geannexeerd. De Sardijnse regering hief de orde op maar de Groothertogen die in ballingschap in Wenen waren gegaan legden zich daar niet bij neer en bleven de orde toekennen. Eerst vooral in eigen kring maar sinds kort ook weer in Toscane. Daar wordt de orde nu voor "culturele en sociale verdiensten voor Toscane en verdiensten voor het Groothertog" toegekend. Er zijn in 2007 honderdtwintig leden waaronder de hoge functionarissen van de Groothertogelijke Orde van Sint-Stephanus.Italië rekent de Orde van Sint-Joseph tot de "niet gouvernementele Italiaanse orden" en staat ambtenaren. militairen en burgers toe om deze orde te dragen.
Grootmeester is de in 1966 geboren Aartshertog Sigismund, Prins van Toscane.

## De graden van de orde in 2007
- Grootkruisen, nu dertig in getal.
- Grootofficieren (sinds 1997).

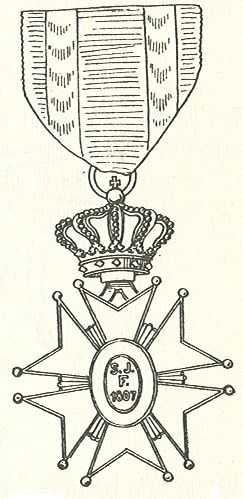
Keerzijde van het kruis van een Ridder in de orde

- Commandeurs tot een aantal van 60.
- Officieren (sinds 1997).
- Ridders tot een aantal van 150.
- Dames, maar niet meer dan 50.

Soevereinen, staatshoofden, prinsen, prelaten en Ridders in de Orde van Sint-Stephanus worden niet meegeteld  bij deze quotering. 